# Givaudan (motorfiets)
Givaudan is een Frans historisch merk van motorfietsen.
Givaudan was gevestigd aan de Rue Sainte Genevieve in Lyon.
Claude Givaudan bouwde al in het jaar 1900 een tricycle met waterkoeling. Naast complete motorfietsen leverde het merk ook inbouwmotoren, die door Terrot, L'Albatros en La Française-Diamant werden toegepast. 
Givaudan produceerde ook een V8-motor en enkele vliegtuigen. 